# Anne Robert Jacques Turgot
Anne-Robert-Jacques Turgot, baró de Laune (París, 10 de maig de 1727 – 18 de març de 1781), sovint mencionat simplement com a Turgot, va ser un economista francès i estadista. Actualment, se'l recorda especialment com a partidari del liberalisme econòmic.
Era descendent d'una antiga família normanda; el seu cognom prové de l'antic nòrdic: Thorgaut. Va ser educat al Collège religiós de la Sorbona. Traduí el quart llibre de l'Eneida, traducció comentada favorablement pel filòsof Voltaire.

## Els anys de formació
Nascut en el si d'una família de notable experiència política, va abandonar la carrera eclesiàstica poc abans de la seva ordenació. Va tenir amistat amb Nicolas de Condorcet, Pierre Samuel du Pont de Nemours, Gournay i altres intel·lectuals propers a l'escola fisiòcrata de pensament econòmic. Després de finalitzar els estudis de dret, va iniciar una reeixida carrera en l'Administració que, el 1761, li va permetre accedir al càrrec d'intendent de la regió de Llemotges, on va exhibir uns extraordinaris dots administratius; va impulsar un cadastre de la zona i va eliminar instruments impositius desfasats, com la corvée.
És el menor dels fills de Michel-Étienne Turgot, prebost dels comerciants de París, i de Madeleine Françoise Martineau de Brétignolles, pertanyent a una família normanda d'antiga soca. Se li educa en l'Església, i en la Sorbona, en la qual va començar a estudiar el 1749. El seu nom en aquesta època és el d'abat de * Brucourt. És autor de dues notables dissertacions llatines: Sobre els beneficis que la religió cristiana ha aportat al gènere humà, i Sobre la història del progrés. En poesia, tracta d'introduir en la poètica francesa les regles de la prosòdia llatina. La seva traducció del llibre quart de l'Eneida és acollida per Voltaire com l'única traducció en prosa per la qual valgués la pena interessar-se.
El 1750, pren la decisió de no entrar en els ordes, la qual cosa justifica, com havia fet Dupont de Nemours, al·legant que no és capaç de portar una màscara tota la seva vida. El 1752, aconsegueix ser substitut, i més endavant conseller, del Parlament de París i, el 1753, mestre de * requêtes. El 1754, forma part de la cambra reial que es forma a l'exili del Parlament. El 1755 i 1756, acompanya Gournay, en aquells dies intendent de comerç, en les seves gires d'inspecció per les províncies, i el 1760, durant un viatge per l'est de França i per Suïssa, visita Voltaire, amb el qual trava amistat. A París, acudeix als salons, especialment als de Françoise de *Graffigny, pel que sembla, interessat a casar-se amb la seva neboda, Mademoiselle de Ligniville ("Minette"), que després va passar a ser Madame Helvétius i amb la qual va mantenir amistat tota la seva vida, Madame Geoffrin, Madame du Deffand, Julie de Lespinasse i la duquessa d'Envilie. En aquesta època, coneixerà els teòrics fisiòcrates, Quesnay i Gournay, i amb ells Dupont de Nemours, l'abat Morellet i altres economistes.
Paral·lelament, va escriure diverses obres de teoria econòmica, com Reflexions sobre la formació i distribució de la riquesa (1766) o Sobre la llibertat en el comerç de gra (1770). El 1774, Lluís XVI el va nomenar auditor general, i durant els dos anys en els quals va romandre en el càrrec va introduir nombroses reformes, moltes d'aquestes orientades a l'abolició dels privilegis dels terratinents, les intrigues dels quals van provocar la seva destitució.
Paral·lelament, estudia diferents aspectes de la ciència, i llengües clàssiques i modernes. El 1753, tradueix les Qüestions sobre el comerç de l'anglès Josias Tucker, i redacta les seves Cartes sobre la tolerància, i un pamflet, El conciliador, defensant la tolerància religiosa. Entre 1755 i 1756, compon diversos articles per a l'Enciclopèdia, i entre 1757 i 1760, un article sobre els valors de les monedes, probablement per al Diccionari del comerç de l'abat Morellet. El 1759, apareix el seu Elogi de *Gournay.

## Idea del progrés
En la seva obra Una revisió filosòfica dels successius avenços de la ment humana (1750), va ser el primer a establir la idea del progrés, que ell no restringia simplement a les arts i ciències, sinó a tota la cultura, legislació, economia i societat.

## Fisiocràcia
A mitjan segle xviii, entra en contacte amb els dirigents de l'escola de pensament econòmic de la fisiocràcia, Quesnay i Vincent de Gournay, autor de la cèlebre frase sobre economia laisser faire, laisser passer, i també amb altres economistes.
El 1760, visità Voltaire, que va esdevenir un dels seus principals amics i partidari. Entre 1755 i 1756 redactà diversos articlles de l'Encyclopédie.
El 1770, escriví la seva famosa Lettres sur la liberté du commerce des grains, adreçada a l'abat Terray, en què demostrava que el comerç lliure de cereals és d'interès tant per al terratinent com per al consumidor final, i demana treure totes les restriccions al comerç lliure.

## Les reflexions de Turgot
L'obra més coneguda de Turgot és Réflexions sur la formation et la distribution des richesses (Reflexions sobre la formació i la distribució de la riquesa Arxivat 2017-08-08 a Wayback Machine.), escrita a benefici de dos joves estudiants xinesos. Fou escrita l'any 1766.
En les Réflexions, després de tractar l'origen del comerç, Turgot desenvolupà la teoria de Quesnay sobre el fet que la terra o agricultura és l'única font de riquesa, i divideix la societat en tres classes, la productiva o agrícola, l'assalariada o artesana, i la terratinent (classe disponible). Arriba a la conclusió que l'impost únic (impôt unique) és l'únic producte net (produït net) de la terra que hauria de pagar impostos. A més, demana la completa llibertat del comerç i la indústria.
Turgot va ser ministre (de Marina i de Finances) entre 1774-76 en un dels governs de Lluís XVI, i controlador general. Intentà establir el lliure comerç de cereals, però trobà l'oposició del consell del rei (conseil du roi), a més de la mala collita de l'any 1774 i els avalots populars que tingueren lloc per l'alça de preus del pa (guerra de les farines), preludi de la Revolució francesa.
Exercint de ministre de Finances, entre 1774 a 1776, s'oposà a ajudar econòmicament la revolució per la independència dels Estats Units i tractà de reformar el sistema d'impostos.